# Diecezja Taizhou
Diecezja Taizhou (łac. Dioecesis Taeceuvensis, chiń. 天主教台州教区) – rzymskokatolicka diecezja ze stolicą w Taizhou w prowincji Zhejiang, w Chińskiej Republice Ludowej. Biskupstwo jest sufraganią archidiecezji Hangzhou.

## Historia
10 sierpnia 1926 papież Pius XI brewe Supremi apostolatus erygował wikariat apostolski Taizhou. Dotychczas wierni z tych terenów należeli do wikariatu apostolskiego Ningbo (obecnie diecezja Ningbo). Pierwszy wikariusz apostolski bp Joseph Hu Ruoshan był jednym z pierwszych sześciu chińskich biskupów wyświęconych osobiście przez papieża Piusa XI w 1926.
W wyniku reorganizacji chińskich struktur kościelnych dokonanej przez papieża Piusa XII 11 kwietnia 1946 wikariat apostolski Taizhou podniesiono do godności diecezji.
Z 1950 pochodzą ostatnie pełne, oficjalne kościelne statystyki. Diecezja Taizhou liczyła wtedy:
- 7734 wiernych (0,4% społeczeństwa)
- 17 księży (14 diecezjalnych i 3 zakonnych).

Od zwycięstwa komunistów w chińskiej wojnie domowej w 1949 diecezja, podobnie jak cały prześladowany Kościół katolicki w Chinach, nie może normalnie działać. W 1957 diecezja liczyła 6600 wiernych, jednak wszystkie kościoły były zamknięte, a kapłani na czele z biskupem Hu Ruoshanem aresztowani. Chory biskup został zwolniony z więzienia w 1962 lecz wkrótce zmarł. W tym roku w diecezji służyło 3 księży. W czasie rewolucji kulturalnej w całej diecezji nie było ani jednego kapłana. W 1984 rząd otworzył niektóre kościoły, lecz nadal nie było księży. W latach 1991–1996 w diecezji działało dwóch kapłanów. Biskupstwo zaczęło się odradzać w 1999, gdy ks. Anthony Xu Jiwei został administratorem apostolskim. W 2010 Xu Jiwei przyjął sakrę biskupią za zezwoleniem zarówno Stolicy Apostolskiej jak i rządu w Pekinie, kończąc tym samym 48-letni okres wakatu katedry Taizhou.
Według nieoficjalnych statystyk diecezja w 2010 liczyła: 
- ok. 6000 wiernych (większość z nich zamieszkuje tereny wiejskie)
- 5 księży
- 9 zakonnic
- 25 parafii i 5 kaplic oraz miejsc kultu[2].

## Ordynariusze

### Wikariusz apostolski
- Joseph Hu Ruoshan (1926 – 1946)

### Biskupi
- Joseph Hu Ruoshan (1946 – 1962)
- sede vacante (być może urząd sprawował biskup(i) Kościoła podziemnego) (1962 - 2010)
  - Anthony Xu Jiwei (1999 - 2010) administrator apostolski[2]
- Anthony Xu Jiwei (2010 - 2016)